# Fulmine

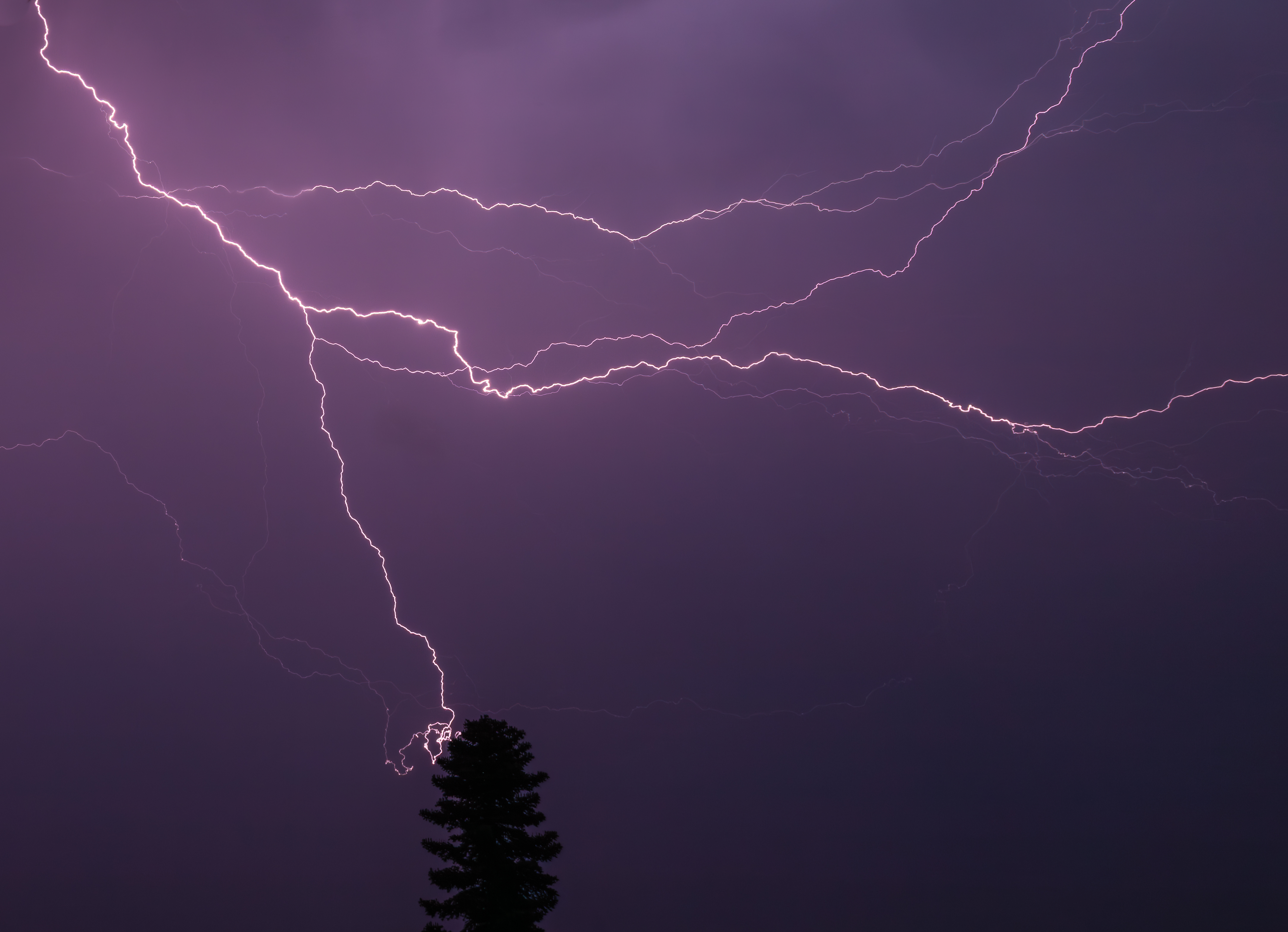
Manifestazione di un fulmine nel cielo

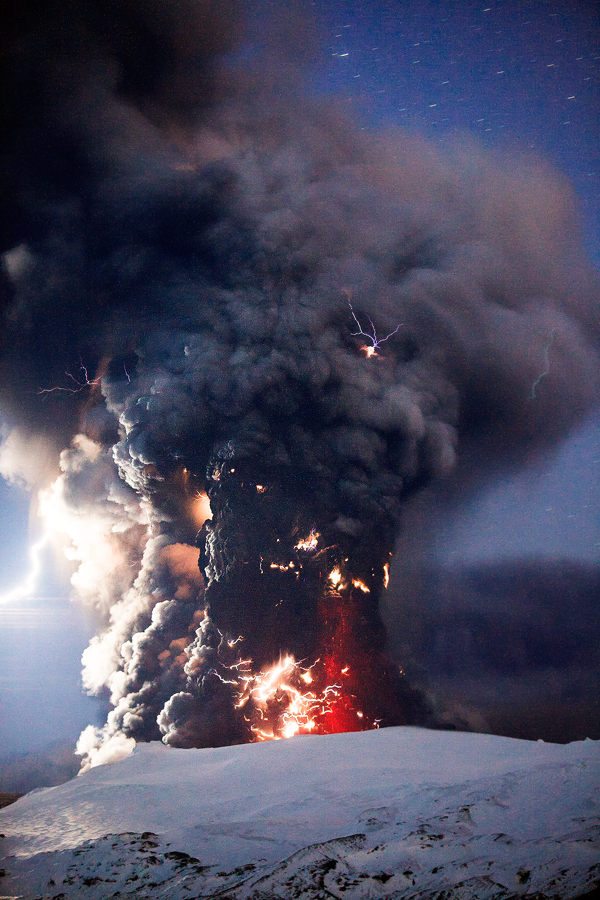
Fulmini in una nuvola di cenere vulcanica

In meteorologia il fulmine (detto anche saetta o folgore) è un fenomeno atmosferico legato all'elettricità atmosferica che consiste in una scarica elettrica di grandi dimensioni che si instaura fra due corpi con elevata differenza di potenziale elettrico.
I fulmini più facilmente osservabili sono quelli fra nuvola e nuvola, ma sono comuni anche quelli fra nuvola e suolo. Inoltre qualsiasi oggetto sospeso nell'atmosfera può innescare un fulmine: si sono osservati infatti fulmini tra nuvola, aeroplano e suolo. Un caso particolare sono i cosiddetti fulmini globulari al suolo, tuttora in fase di studio e ricerca.
Le condizioni ideali per lo sviluppo di fulmini sono i cumulonembi tipici dei fenomeni temporaleschi, ma sono stati osservati fulmini anche durante tempeste di sabbia, bufere di neve e nelle nuvole di cenere vulcanica, o comunque di vasti incendi (fulmini a secco).
Un caso particolare e raro è quello legato alla cosiddetta "tempesta di fulmini" ovvero sequenze ininterrotte di fulmini a brevissima distanza uno dall'altro (pochi secondi) per una durata complessiva anche di un'ora.
A causa della grande potenza rilasciata, essi costituiscono una minaccia per l'incolumità umana e per gli incendi, sebbene con rischi inferiori a molti altri fenomeni. Una loro rappresentazione stilizzata è spesso usata nell'iconografia mitologica e araldica.

## Descrizione

### Il fenomeno elettrico

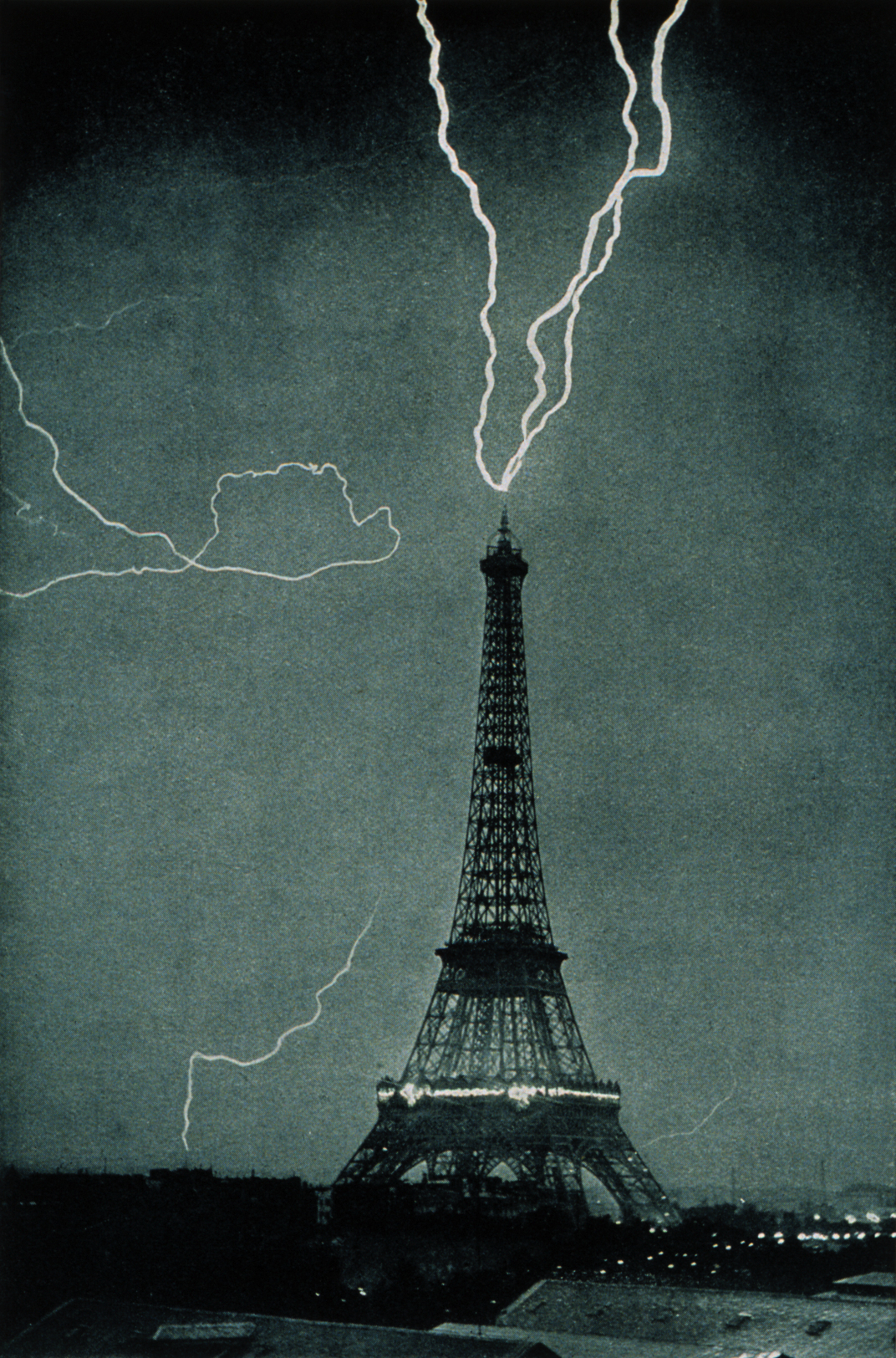
Durante un temporale più fulmini colpiscono la Tour Eiffel di Parigi, che funge da parafulmine

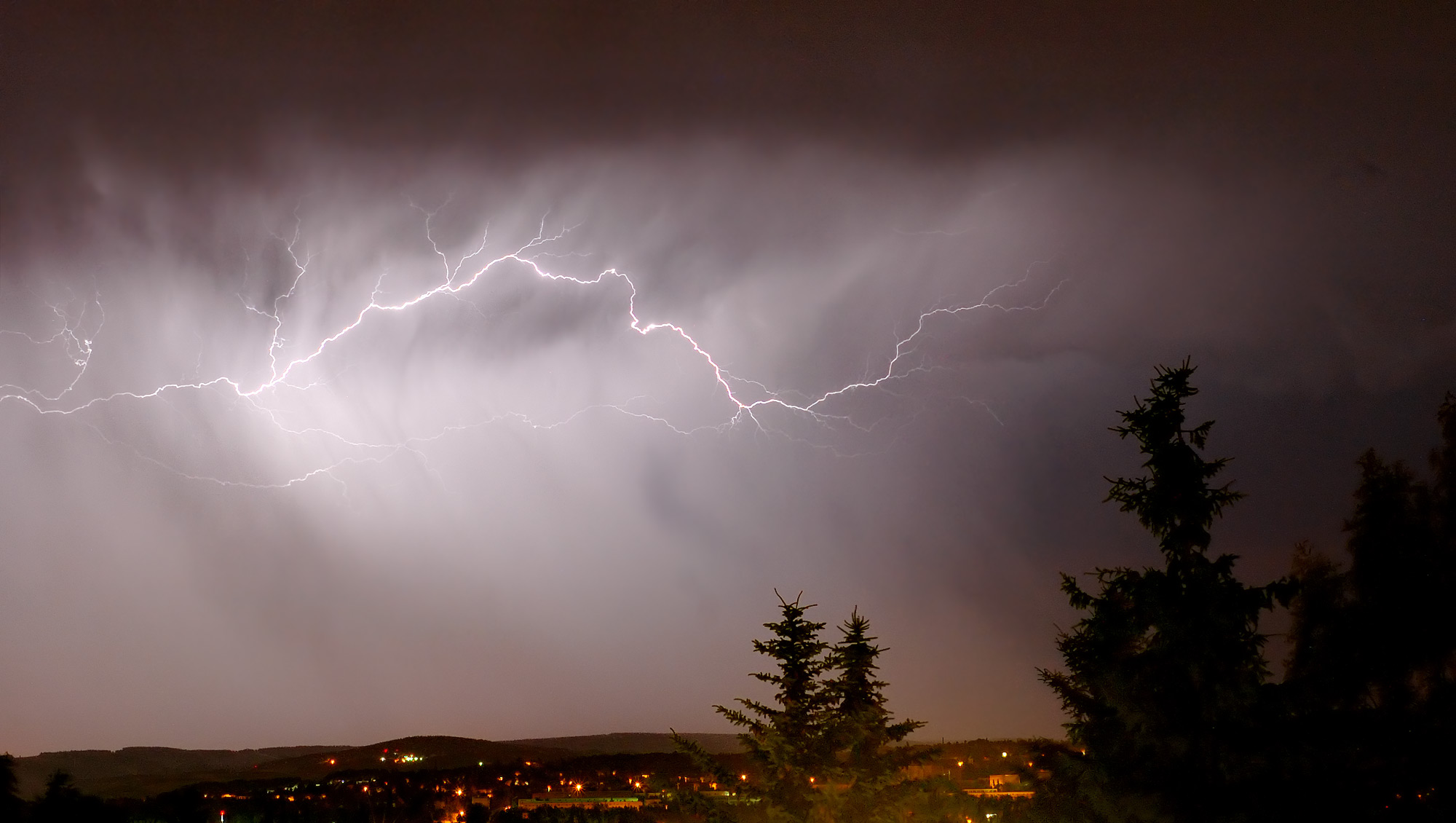
Fulmini nuvola-nuvola e nuvola-terra a Zwickau in Germania, nell'estate del 2005

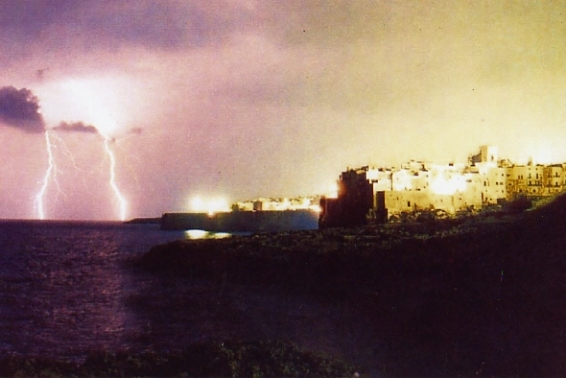
Fulmini nel mare Adriatico al largo di Polignano a Mare (Bari) nell'estate del 2004

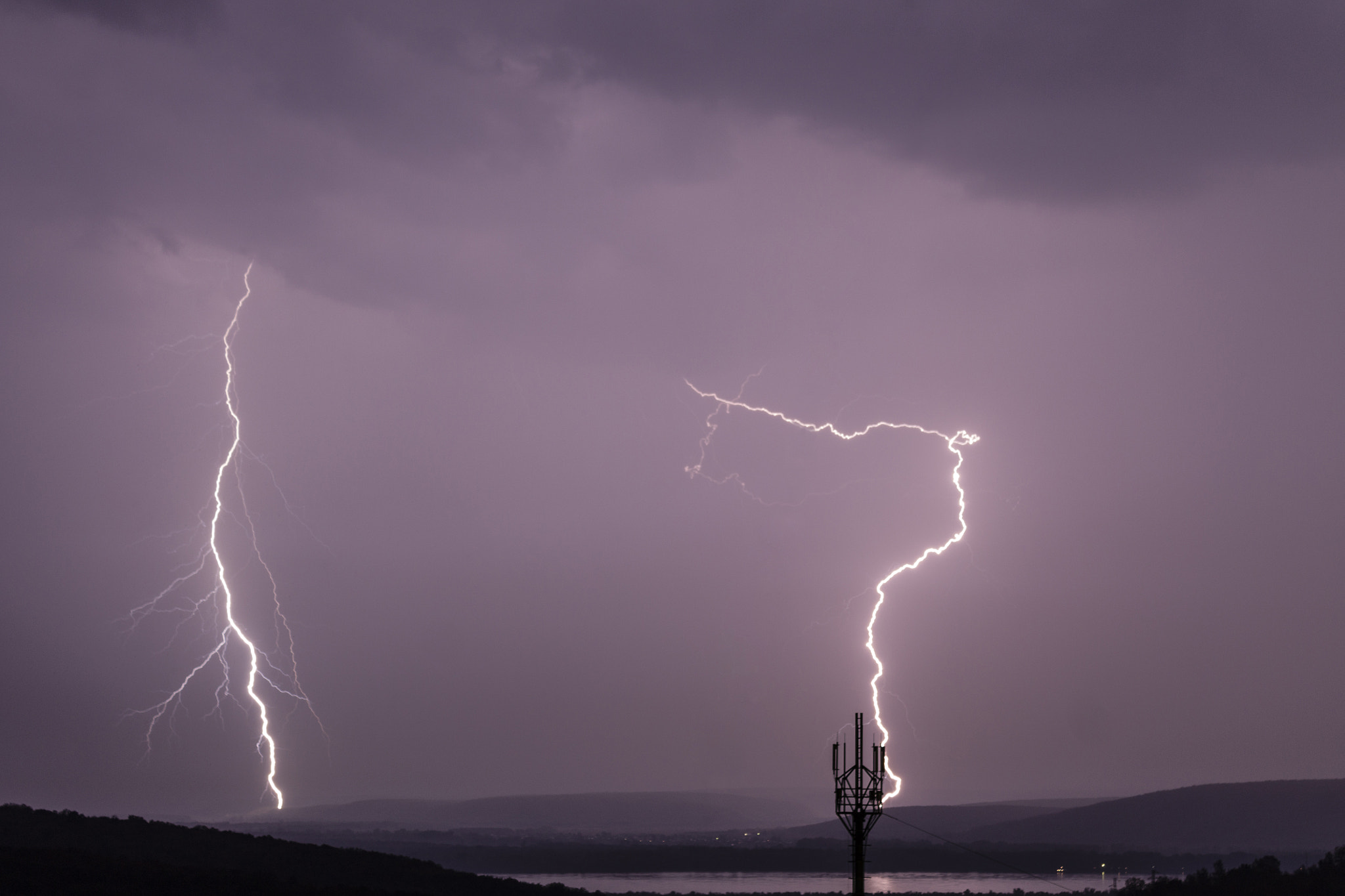
Fulmini nuvola-terra nel 2015

Si descrive fulmine perché una singola scarica, ma sono molto frequenti i casi in cui si verificano una serie di scariche in rapida successione. Tipicamente, l'intervallo di tempo tra una scarica e l'altra può oscillare tra i 5 e i 500 millisecondi, e la serie nel complesso può durare anche 1,5 secondi.
L'attività luminosa connessa alla scarica di un fulmine è detta lampo, mentre l'espansione del canale ionizzato in seguito alla scarica genera un'onda d'urto molto rumorosa, il tuono. Un osservatore distante vede il lampo sensibilmente prima di sentire il tuono, poiché il suono viaggia a velocità molto inferiore a quella della luce (1238 km/h circa contro 300.000 km/s) e quindi percepirà un ritardo di circa tre secondi per ogni chilometro di distanza dal fulmine. L'intensità della corrente elettrica prodotta da un fulmine varia tipicamente tra i 10 e i 200 kiloampere.
Più in particolare, il fulmine è una colonna di gas ionizzato (plasma), con le seguenti caratteristiche fisiche principali:
| grandezza fisica                                    | valore   |
| --------------------------------------------------- | -------- |
| corrente elettrica                                  | 2-200 kA |
| temperatura (stato termico di un corpo) elettronica | 50 000 K |
| diametro della colonna di plasma                    | 2-4 cm   |
| carica elettrica totale                             | 5-10 C   |
| differenza di potenziale                            |          |

L'ultimo valore (differenza di potenziale ai capi del fulmine) dipende dalla lunghezza dello stesso: sapendo che il potenziale di rottura dielettrica dell'aria è di 3000 V/mm, un fulmine lungo 300 m sarà generato da una differenza di potenziale di 300 × 3 × 106 = 9 × 108 ≈ 109V. In realtà, la grande pericolosità del fulmine è dovuta, più che alle grandi tensioni, alla corrente che fluisce nel canale d'aria ionizzata: essendo infatti il plasma un ottimo conduttore di corrente, esso permette il fluire di correnti tipiche di migliaia di ampere (si consideri che bastano circa 20 mA per causare danni fisiologici da folgorazione).

### Tipi di fulmini
Esistono quattro diversi tipi di fulmini:
- Negativo discendente, la scarica pilota ha carica negativa e parte dall'alto.
- Positivo discendente, la scarica pilota ha carica positiva e parte dall'alto.
- Negativo ascendente, la scarica pilota ha carica negativa e parte dal basso.
- Positivo ascendente, la scarica pilota ha carica positiva e parte dal basso.

La velocità è variabile e dipende sia dalle condizioni di umidità che dalla differenza di potenziale della scarica, ma si muove tra i 40.000 e i 50.000 km/s.

### Interferenze elettromagnetiche
Il fulmine genera un forte impulso elettromagnetico che provoca interferenze nella ricezione di segnali radio (specialmente con modulazione in ampiezza), fino a frequenze di diversi MHz.
Il fortissimo impulso elettromagnetico rilasciato da un fulmine può danneggiare in modo irreversibile componenti elettronici funzionanti a bassa frequenza.

### Emissione di raggi gamma e generazione di antimateria
Osservazioni compiute, a partire dagli anni novanta, mediante l'uso di telescopi spaziali (come, ad esempio Compton Gamma Ray Observatory, lanciato nel 1990), hanno rivelato l'inaspettata emissione di radiazione elettromagnetica a più alta energia, fin nello spettro dei raggi gamma: i cosiddetti Terrestrial Gamma Ray Flash (TGFs). Queste osservazioni hanno rivelato l'esistenza di un fenomeno inatteso e piuttosto inspiegabile, che pone serie sfide alla teoria dei fulmini, specialmente quando si sono scoperti i segni evidenti della produzione di antimateria nei fulmini.

### Cause e formazione
La scarica di un fulmine è un tipico fenomeno elettrostatico molto simile a livello fisico e logico a quello di una scarica elettrica che avviene tra due piastre di un condensatore piano quando la differenza di potenziale tra di esse supera la cosiddetta rigidità dielettrica del mezzo fisico frapposto, in questo caso l'aria atmosferica (modello a condensatore).
A livello microscopico la scarica sarebbe generata dalle particelle cariche negativamente presenti sulla superficie esterna della nube, che vengono attratte dalle particelle positive presenti nel suolo. Si genera quindi una differenza di potenziale. Sono state studiate varie cause che includono le perturbazioni atmosferiche (vento, umidità, attrito e pressione atmosferica), ma anche l'impatto di particelle provenienti dal vento solare e l'accumulo di particelle solari. Anche le particelle di ghiaccio all'interno della nuvola sono ritenute essere un elemento fondamentale nello sviluppo dei fulmini, in quanto possono provocare la separazione forzata delle particelle con cariche positive e negative, contribuendo così all'innesco della scarica elettrica.
Il meccanismo di formazione è solitamente il seguente: dalla nuvola ha inizio un canale ionizzato (detto "canale di prescarica") che avanza nell'aria verso il basso, muovendosi a tratti con avanzamenti rapidi dell'ordine dei 50 metri e pause nell'ordine di 50 microsecondi, in modo che la velocità media risultante dell'avanzamento sia di circa 1 metro/microsecondo. Quando il canale ionizzato, che appare debolmente luminoso e presenta irregolarità di percorso e ramificazioni, raggiunge il punto di contatto con il suolo (o su una linea elettrica ad esempio) fluisce verso terra una elevata corrente dovuta alla scarica quasi completa del canale ionizzato (scarica di ritorno), la quale inizia dal suolo e si propaga verso la nube con una velocità di circa 10% - 30% di quella della luce rendendo via via notevolmente luminoso il condotto di fulmine e le sue ramificazioni. È possibile riprodurre il fenomeno fisico del fulmine tramite apparecchiature quali elettrofori, come ad esempio quello di Van de Graaff, sebbene il controllo di queste scariche elettostatiche sia limitato.
È stato valutato che per ogni grado Celsius di temperatura di aumento nel cambiamento climatico attuale, vi è un aumento dell'attività elettrica temporalesca e precipitazioni violente del 5/6%.
Nel 2025 i modelli matematici hanno confermato l'esatta sequenza di eventi che danno luogo ai fulmini: i forti i campi elettrici delle nubi temporalesche accelerano gli elettroni generati dai raggi cosmici che dall'atmosfera raggiungono lo spazio terrestre. Questi elettroni si scontrano con le molecole di azoto di ossigeno e danno luogo a una reazione a catena che produce altri elettroni e fotoni ad alta energia che caratterizzano i fulmini.

### Rilevazione
I fulmini possono essere rilevati tramite strumenti ad antenna o a satellite, detti fulminometri; tramite l'elaborazione dei dati, spesso insieme ad un radar, è possibile stimare il numero di scariche elettriche e l'evoluzione e propagazione di un temporale in corso (nowcasting).

## Pericolosità

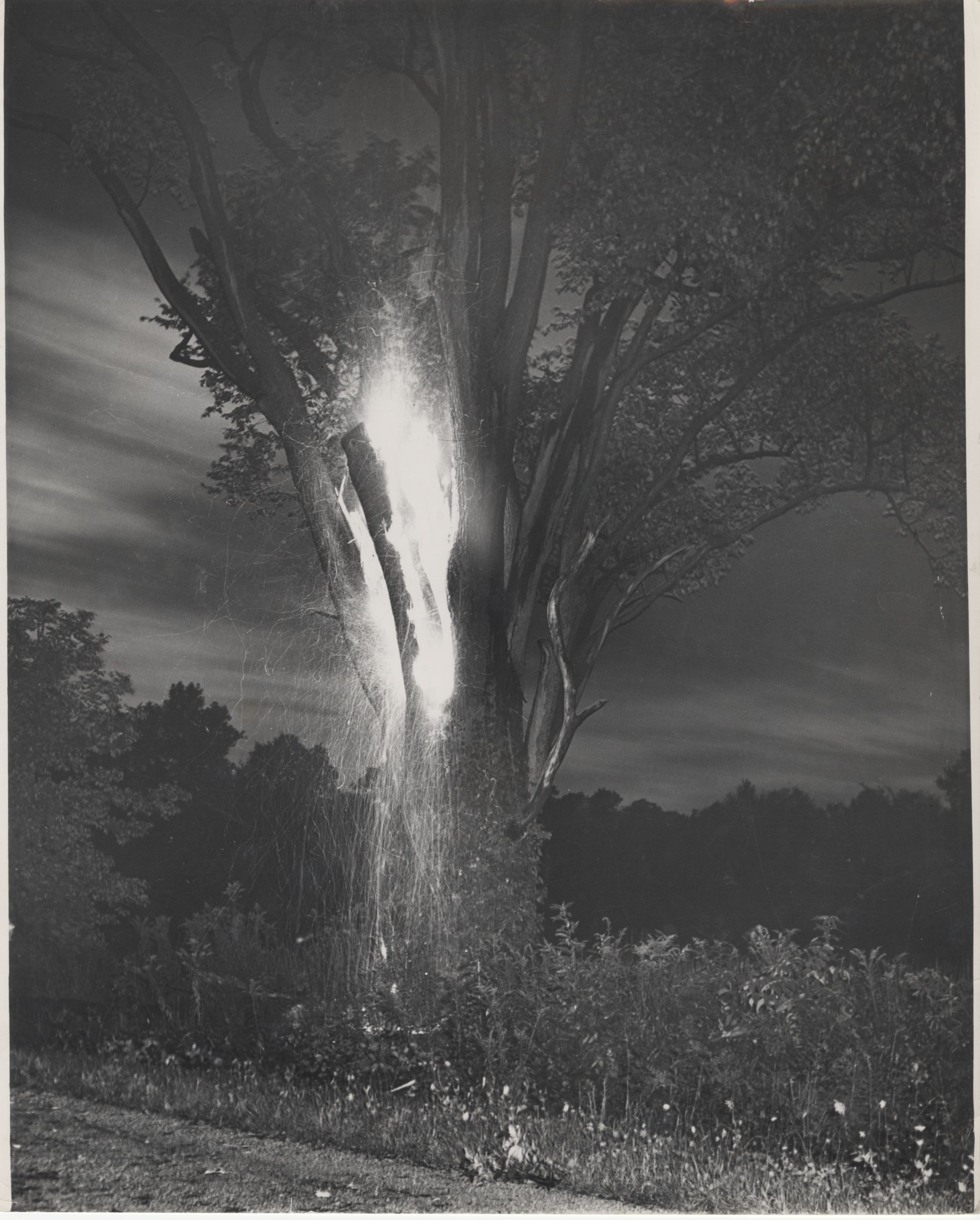
Fulmine su un albero

Un corpo colpito da un fulmine viene riscaldato, e le grandi correnti in gioco possono, a seconda dei casi, incendiarlo o fonderlo all'istante; quando un fulmine si scarica nell'acqua, essa può vaporizzarsi.

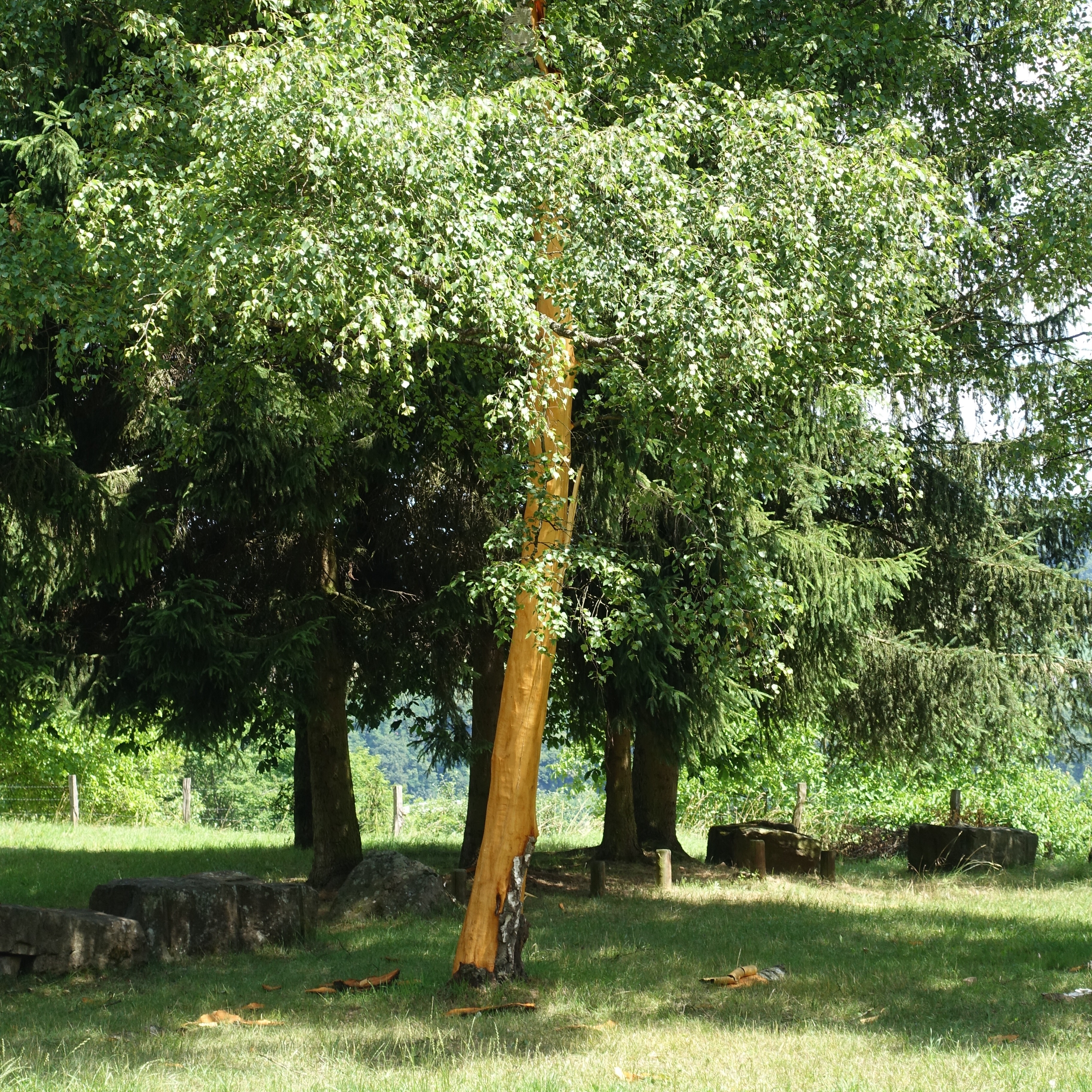
La pressione esplosiva del vapore tra il tronco e la corteccia del fulmine ha spazzato via la corteccia di betulla

Quando un fulmine colpisce una persona, si parla di fulminazione (mentre si parla di folgorazione per indicare le lesioni violente prodotte dalle scariche elettriche provenienti dagli impianti industriali): in una frazione di secondo un fulmine può danneggiare il cervello e arrestare il battito cardiaco. Dato che l'impulso elettrico è caratterizzato anche da alte frequenze, parte della corrente scorre sull'esterno del corpo, ustionando in particolar modo la pelle. Si stima che in tutto il mondo, nell'arco di un anno, più di mille persone vengano colpite da un fulmine.

Anche se una persona non viene colpita direttamente, un fulmine può comunque provocare danni gravi. L'onda d'urto può investire le persone vicine, spostandole e stordendole. Se il fulmine si scarica su un albero, questo esplode a causa della improvvisa vaporizzazione della linfa, proiettando schegge. Essere colpiti da un fulmine è un evento improbabile, ma non rarissimo, se non si adottano adeguate precauzioni quando può manifestarsi. Per ridurne i rischi si utilizzano i parafulmini. 

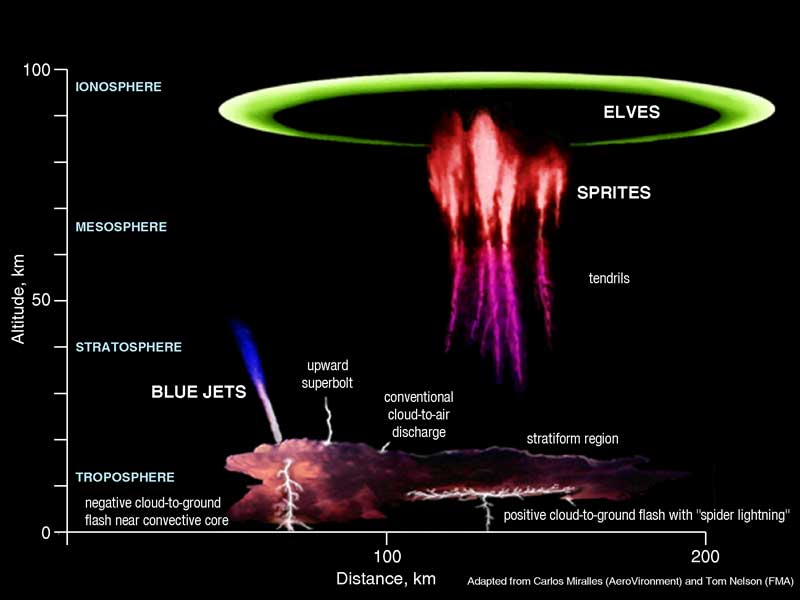
Quadro generale dei fenomeni elettrici nell'atmosfera

 Le scariche elettriche sono attratte dalla presenza di materiali conduttori oppure di energia nelle sue varie forme, e, a parità di materiale, tendono a concentrarsi sulle punte. Infatti, la densità di carica elettrica (rapporto tra la carica del corpo e la sua superficie) misurabile in un materiale conduttore risulta massima nelle sue punte e sui suoi spigoli, dove tendono a concentrarsi le particelle elettriche libere, in quanto essendo la carica q costante, al diminuire della superficie S del corpo aumenta la densità di carica: è in base a questo principio che funziona il parafulmine.
La casa, ed in generale i luoghi al chiuso costituiscono un riparo sicuro in caso di temporale. All'interno si consiglia di:
- Evitare di utilizzare apparecchiature connesse alla rete elettrica e i telefoni fissi non cordless;[9][10]
- Evitare di toccarne elementi metallici quali tubature e le parti metalliche di porte e finestre;[11]
- Evitare di fare la doccia, lavare i piatti ed in genere di entrare in contatto con l'acqua;[12]
- Mantenere una distanza di qualche metro da porte e finestre.[9][10]

Al chiuso i cellulari sono sicuri da utilizzare in quanto il loro campo elettromagnetico è troppo debole per attrarre in forma significativa i fulmini.
L'automobile e gli aeroplani sono pressoché sicuri perché sono una gabbia di Faraday e quindi isolano l'ambiente interno dai campi elettrostatici presenti al loro esterno.
In mancanza di un luogo chiuso, la posizione più sicura è quella in cui si sta piegati sulle proprie ginocchia, senza stare in piedi o sdraiati sul terreno, evitando di stare in gruppo con altre persone. La prossimità di elementi sporgenti, come alberi, e pali e il contatto con masse d'acqua, come il mare e i laghi, è fonte di rischio. Il corpo umano è esso stesso un conduttore elettrico: per questo la posizione piegata sulle ginocchia, e isolata dagli altri, è quella che minimizza la superficie conduttrice e di scambio termico che potrebbe attrarre un fulmine.

## Nella storia

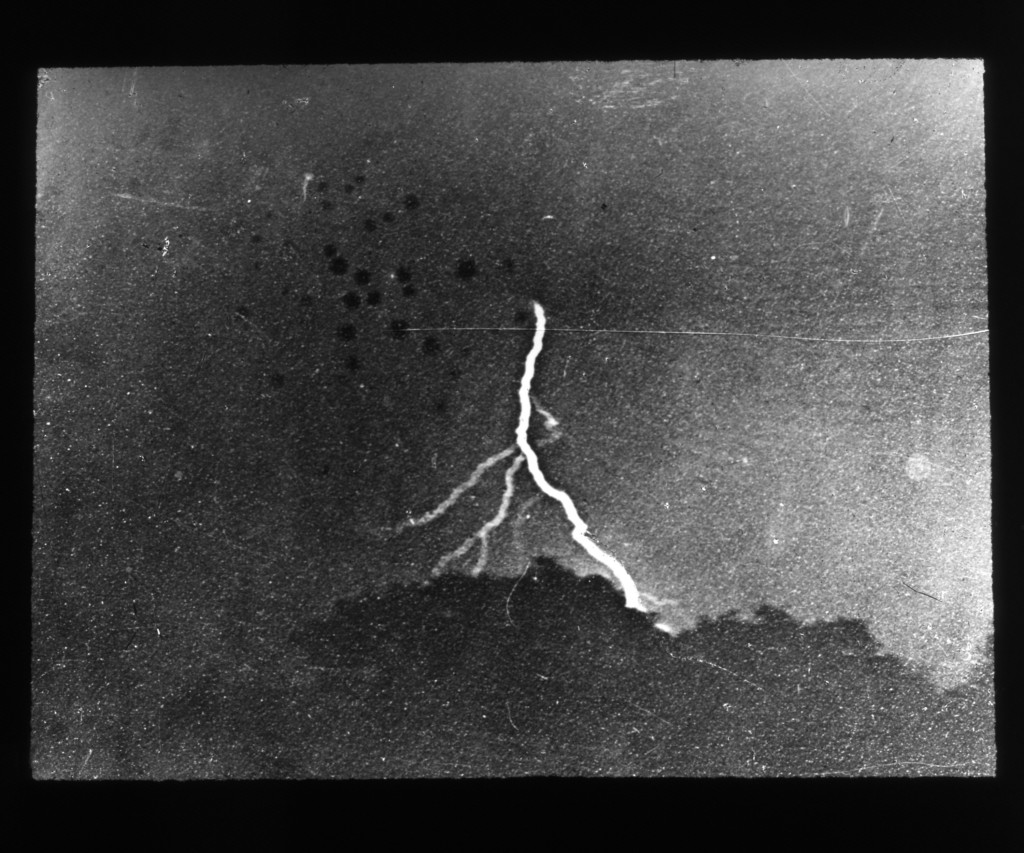
La prima fotografia di un fulmine, scattata da William Nicholson Jennings il 2 settembre 1882 a Filadelfia. Silver gelatin print. The Franklin Institute, Philadelphia.

Nella religione e nella mitologia di numerosissimi popoli l’entità suprema o divinità di un pantheon politeistico veniva concepita in forte connessione con il cielo e con le manifestazioni meteorologiche: tra cui quella del fulmine, il cui nome a volte coincide con quello della divinità. Nelle religioni politeistiche è spesso il principale attributo delle divinità sovrane come: Zeus, Giove, Teshup degli Ittiti, il germanico Thor e Perun degli antichi Slavi. Anche nella mitologia e fede ebraica si crede sia il Signore Dio a scaraventare le sue saette dal suo padiglione, come affermano Giobbe e i versi del libro dei Salmi, scritti per lo più dal re Davide.
La credenza che tale fenomeno fosse un evento divino è sopravvissuta nelle religioni monoteistiche fino al XVIII secolo quando Benjamin Franklin inventò il parafulmine, dimostrando che le dinamiche relative ad esso fossero prive di una qualsiasi volontà e scopo.